# Championnat du monde de beach soccer 1998
Navigation
1997 1999
L'édition 1998 de la coupe du monde de beach soccer est la 4e édition de la compétition qui se déroule sur la plage de Copacabana à Rio de Janeiro. Le Brésil remporte son quatrième titre.

## Équipes participantes
- Argentine

- Brésil

- Chili

- Espagne

- États-Unis

- France

- Italie

- Pérou

- Portugal

- Uruguay

## Déroulement
Les équipes sont divisées en deux groupes de 5 équipes. Les deux premiers de chacun d'entre eux sont qualifiés pour les demi-finales, le premier affrontant le second de l'autre poule.

## Phase de groupe

### Groupe A
| Équipe    | Pts | J | V | N | D | Bp | Bc | Diff |
| --------- | --- | - | - | - | - | -- | -- | ---- |
| Brésil    | 12  | 4 | 4 | 0 | 0 | 38 | 6  | 32   |
| Pérou     | 9   | 4 | 3 | 0 | 1 | 21 | 23 | -2   |
| Espagne   | 6   | 4 | 2 | 0 | 2 | 17 | 22 | -5   |
| Argentine | 3   | 4 | 1 | 0 | 3 | 13 | 19 | -6   |
| Italie    | 0   | 4 | 0 | 0 | 4 | 12 | 31 | -19  |

| 17 janvier 1998 | Brésil | 14–1 | Italie |  |  |
|                 |        |      |        |  |  |

| 17 janvier 1998 | Argentine | 4–5 | Pérou |  |  |
|                 |           |     |       |  |  |

| 18 janvier 1998 | Espagne | 4–3 | Italie |  |  |
|                 |         |     |        |  |  |

| 18 janvier 1998 | Brésil | 9–2 | Pérou |  |  |
|                 |        |     |       |  |  |

| 19 janvier 1998 | Pérou | 7–4 | Italie |  |  |
|                 |       |     |        |  |  |

| 19 janvier 1998 | Espagne | 5–2 | Argentine |  |  |
|                 |         |     |           |  |  |

| 20 janvier 1998 | Pérou | 7–6 | Espagne |  |  |
|                 |       |     |         |  |  |

| 20 janvier 1998 | Brésil | 5–1 | Argentine |  |  |
|                 |        |     |           |  |  |

| 21 janvier 1998 | Argentine | 6–4 | Italie |  |  |
|                 |           |     |        |  |  |

| 21 janvier 1998 | Brésil | 10–2 | Espagne |  |  |
|                 |        |      |         |  |  |

### Groupe B
| Équipe     | Pts | J | V | N | D | Bp | Bc | Diff |
| ---------- | --- | - | - | - | - | -- | -- | ---- |
| France     | 9   | 4 | 3 | 0 | 1 | 17 | 15 | 2    |
| Uruguay    | 6   | 4 | 2 | 0 | 2 | 15 | 17 | -2   |
| Portugal   | 6   | 4 | 2 | 0 | 2 | 22 | 13 | 9    |
| États-Unis | 6   | 4 | 2 | 0 | 2 | 13 | 14 | -1   |
| Chili      | 3   | 4 | 1 | 0 | 3 | 14 | 22 | -8   |

| 17 janvier 1998 | Portugal | 11–1 | Chili |  |  |
|                 |          |      |       |  |  |

| 17 janvier 1998 | États-Unis | 4–2 | Uruguay |  |  |
|                 |            |     |         |  |  |

| 18 janvier 1998 | Chili | 5–1 | Uruguay |  |  |
|                 |       |     |         |  |  |

| 18 janvier 1998 | France | 4–3 | États-Unis |  |  |
|                 |        |     |            |  |  |

| 19 janvier 1998 | France | 3–2 | Portugal |  |  |
|                 |        |     |          |  |  |

| 19 janvier 1998 | États-Unis | 4–3 | Chili |  |  |
|                 |            |     |       |  |  |

| 20 janvier 1998 | Uruguay | 7–4 | Portugal |  |  |
|                 |         |     |          |  |  |

| 20 janvier 1998 | France | 6–5 | Chili |  |  |
|                 |        |     |       |  |  |

| 21 janvier 1998 | Portugal | 5–2 | États-Unis |  |  |
|                 |          |     |            |  |  |

| 21 janvier 1998 | Uruguay | 5–4 | France |  |  |
|                 |         |     |        |  |  |

## Phase finale

### Demi-finales
| 22 janvier 1998 | France | 6–5 | Pérou |  |  |
|                 |        |     |       |  |  |

| 23 janvier 1998 | Brésil | 5–1 | Uruguay |  |  |
|                 |        |     |         |  |  |

### Match pour la3eplace
| 24 janvier 1998 | Uruguay | 6–3 | Pérou |  |  |
|                 |         |     |       |  |  |

### Finale
| 25 janvier 1998 | Brésil | 9–2 | France |  |  |
|                 |        |     |        |  |  |

## Statistiques

### Classement
| Place              | Équipe     |
| ------------------ | ---------- |
| Médaille d'or      | Brésil     |
| Médaille d'argent  | France     |
| Médaille de bronze | Uruguay    |
| 4                  | Pérou      |
| 5                  | Portugal   |
| 6                  | Espagne    |
| 7                  | États-Unis |
| 8                  | Argentine  |
| 9                  | Chili      |
| 10                 | Italie     |

### Trophées individuels
- Meilleur joueur :  Júnior
- Meilleur buteur :  Júnior (14 buts)
- Meilleur gardien :  Paulo Sérgio

## Source
(en) Beach Soccer World Cup 1998 sur rsssf.com